# Aubagne
Aubagne è un comune francese di 46 209 abitanti (al 2017) situato nel dipartimento delle Bocche del Rodano della regione della Provenza Alpi Costa Azzurra.
Nella città si trova la sede del comando generale della Legione straniera, dove avvengono gli arruolamenti.

## Geografia
Aubagne sorge lungo le rive del fiume Huveaune, a 15 km ad est di Marsiglia, a 45 km a nord-ovest di Tolone e a 35 km a sud-est di Aix-en-Provence.

## Monumenti e luoghi d'interesse
- Chiesa di San Salvatore
- Cappella dei Penitenti Grigi
- Casa natale di Marcel Pagnol

## Società

### Evoluzione demografica
Abitanti censiti

## Cultura

### Istruzione

#### Musei
- Museo della Legione Straniera
- Le Petit monde de Marcel Pagnol

## Infrastrutture e trasporti

### Strade
Le principali via d'accesso alla cittadina sono l'autostrada A50 Marsiglia-Tolone, l'autostrada A501 e l'autostrada A52, che scorre ad est dell'abitato.

### Ferrovie
Aubagne è servita da una propria stazione ferroviaria posta lungo la linea Marsiglia-Ventimiglia.